# Brianza

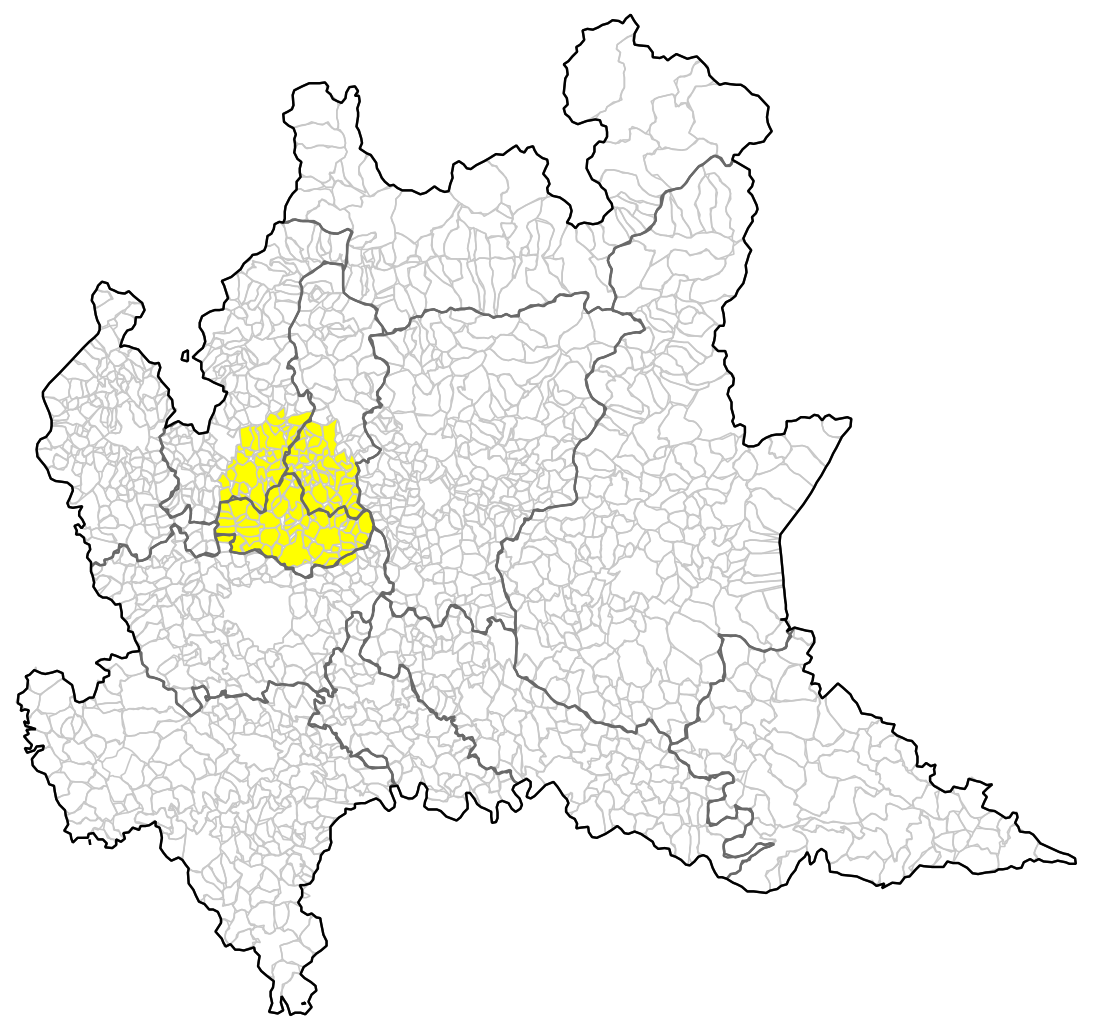
Localización de Brianza en la Región de Lombardía.

Brianza es una región histórica italiana ubicada en Lombardía, situada al norte de la ciudad de Milán y al sur del lago de Como.

## Etimología
El nombre Brianza probablemente deriva del término celta brig (‘montaña’, ‘altura’) que permanece con el mismo significado aún hoy en día —principalmente en la forma bricch— en muchos dialectos galoitálicos, incluyendo el brianzolo, la variedad del lombardo de la región.

## Geografía
La Brianza histórica no se corresponde con una entidad político-administrativa, y durante muchos siglos la expresión más común para denominar a Brianza fue «montes de Brianza» o «colinas de Brianza», en el sentido de «región montañosa llamada Brianza», donde «de Brianza» es un complemento del nombre.
Como límites generales de la región se pueden señalar el canal Villoresi al sur, el río Adda al este, los valles prealpinos del Triángulo Lariano hasta el lugar donde el río Lambro sube hacia el norte y el río Seveso al oeste.
A pesar de la falta de una institución territorial, el sentimiento de pertenencia está fuertemente marcado entre sus habitantes. Además, las distintas áreas de Brianza presentan numerosos rasgos que los unen y los diferencian del resto de Lombardía, de naturaleza geográfica, demográfica, económica, social, cultural y lingüística.
Hoy en día a Brianza engloba municipios pertenecientes a cuatro provincias lombardas: la casi totalidad de Monza y Brianza, la parte meridional de Como, la parte suroriental de Lecco y una pequeña parte de la ciudad metropolitana de Milán.
Su superficie es de 879,8 km² (kilómetros cuadrados), en la que vivían en 2016 un total de 1 483 336 personas, por lo que su  densidad de población en ese año era de 1685,8 hab./km² (habitantes por kilómetro cuadrado).

### Principales municipios

Mapa de los dialectos lombardos.
A, lombardo alpino; B, lombardo occidental; C, lombardo oriental; D, trentino occidental; E, dialectos mixtos.
El brianzolo, como se ve en el mapa, pertenece al occidental.

| Municipio       | Nombre en brianzolo | Provincia       | Población |
| --------------- | ------------------- | --------------- | --------- |
| Lissone         | Lisôn               | Monza y Brianza | 44 451    |
| Seregno         | Serégn              | Monza y Brianza | 42 626    |
| Desio           | Dés                 | Monza y Brianza | 40 100    |
| Cantù           | Cantü               | Como            | 38 591    |
| Cesano Maderno  | Cesàn Madernu       | Monza y Brianza | 37 107    |
| Vimercate       | Vimercaa            | Monza y Brianza | 25 612    |
| Giussano        | Giüssaan            | Monza y Brianza | 24 363    |
| Mariano Comense | Mariaan             | Como            | 23 646    |
| Meda            | Meda                | Monza y Brianza | 23 045    |
| Seveso          | Séves               | Monza y Brianza | 22 877    |